# 岭里水库
岭里水库是中国福建省福州市闽清县省璜镇境内的一座水库，位于梅溪上游岭里溪上，建于1975年。水库正常库容为932万立方米，集雨面积为32平方千米，海拔为72.5米。